# Харьковский академический драматический театр
Харьковский академический драматический театр им. Г. Ф. Квитки-Основьяненко (укр. Харківський академічний драматичний театр імені Г. Ф. Квітки-Основ'яненка) — драматический театр в Харькове. Открыт в 1933 году.

## История театра
Харьковский академический драматический театр был создан в 1933 году в городе Харькове, являвшимся тогда столицей Украинской ССР. Целью создания театра являлась пропаганда русского реалистического искусства. Первым художественным руководителем театра был народный артист РСФСР Николай Васильевич Петров. Театр открылся 17 ноября 1933 года спектаклем по пьесе Н. В. Гоголя «Ревизор». С 1936 года театр возглавил народный артист СССР Александр Григорьевич Крамов, он руководил театром до 1951 года.
В годы Великой Отечественной войны театр был эвакуирован, но продолжил работу на сценических площадках Улан-Удэ, Хабаровска, Иркутска. В эти годы были поставлены патриотические пьесы «Русские люди» (1942) и «Жди меня» (1943) Константина Симонова, «Фронт» Александра Корнейчука (1943), «Нашествие» Леонида Леонова (1944).
В 1949 году в дни празднования 150-летия со дня рождения великого поэта театру было присвоено имя А. С. Пушкина. В 1971 году театру присвоено звание академического.
С 1975 по 2011 гг. главным режиссёром Харьковского академического драматического театра был Александр Сергеевич Барсегян. На  сцене театра А. С. Барсегян осуществил постановки более 80  пьес украинской, российской, а также мировой современной и классической драматургии.
В декабре 2015 года театр возглавил заслуженный работник культуры Украины Сергей Анатольевич Бычко. С его приходом театр начал динамично меняться. Так, 5 марта 2017 года была открыта долгожданная малая сцена «Портал на Гоголя 8». 
24 декабря 2022 года на сессии Харьковского областного совета депутаты приняли решение о переименовании театра.
В начале июня 2024 года началась процедура присвоения имени[уточнить] украинского писателя и драматурга XIX века Григория Квитки-Основьяненко.

## Постановки прошлых лет
- Н. Г. Чернышевский, «Что делать» («Новые Люди»; 1952)
- А. П. Чехов, «Дядя Ваня» (1953)
- И. Франко, «Сон князя Святослава» (1954)
- К. Симонов, «История одной любви» (1955)
- Л. Славин, «Интервенция» (1957)
- В. Вишневский, «Оптимистическая трагедия» (1957)
- Б. Шоу, «Ученик дьявола» (1958)
- Кочетов, «Братья Ершовы» (1959)
- Арбузов, «Иркутская история» (1960)
- А. Салынский, «Барабанщица» (1960)
- А. М. Горький, «Зыковы» (1960)
- Мдивани, «День рождения Терезы» (1962)
- Алёшин, «Палата» (1962)
- Шиллер (перевод Б. Пастернака), «Мария Стюарт» (1963)
- М. Шолохов, «Поднятая целина» (1964)
- М. Шатров, «Шестое июля» (1966)
- М. Шатров, «Большевики» (1969)
- А. М. Горький, «Мещане» (1966)
- Ю. Семёнов, «Семнадцать мгновений весны» (1970)
- А. Н. Островский, «Без вины виноватые» (1973)

## Награды театра
- Орден Трудового Красного Знамени (27 декабря 1983 года) — за заслуги в развитии советского театрального искусства[6].